# ダニーロ・ディルーカ
ダニーロ・ディルーカ（Danilo Di Luca、1976年1月2日 - ）は、イタリアのアブルッツォ州・ペスカーラ県のスポルトーレ出身の自転車プロロードレース選手。1998年プロデビュー。2005年UCIプロツアーの初代王者に輝いたほか、2007年のジロ・デ・イタリアで総合優勝を果たしている。
たびたび見せる切れ味鋭いアタックから「The Killer（殺し屋）」の異名を持つ。

## 経歴
1997年のU-23・ジロ・デ・イタリア優勝の実績を手に、1998年にリゾスコッティでプロデビュー。1999年のジロ・ディ・ロンバルディアで2位に入る活躍を見せ、2000年にはジロ・デ・イタリアでステージ優勝を飾る。
2001年にもジロ・デ・イタリアでステージ優勝し、秋のクラシックシーズンにはジロ・ディ・ロンバルディアで優勝と順調に力をつけていく。
しかし2002年に移籍したサエコではケガなどのトラブルに見舞われ、クラシックレースでは上位入賞こそするが、なかなか優勝できず、グランツールでも2002年のブエルタ・ア・エスパーニャでのステージ優勝程度しか実績を上げられなかった。
しかし2005年から新チームのリクイガス・ビアンキへと移籍するとアルデンヌクラシックのアムステルゴールドレースとフレッシュ・ワロンヌを制し、更にジロ・デ・イタリアでステージ2勝を挙げて総合でも4位。バスク一周でも総合優勝を果たす活躍を見せ、UCIワールドカップに代わって施行されたUCIプロツアーの初代王者に輝いた。
2006年はジロ・デ・イタリアの総合優勝を目指したが、調整に失敗して下位に低迷。クラシックレースでも結果を残せなかった。だがシーズン後半のブエルタ・ア・エスパーニャでは復調の兆しを見せ、第5ステージで優勝を遂げた。
2007年はアムステルゴールドレースとフレッシュ・ワロンヌで3位、リエージュ〜バストーニュ〜リエージュで優勝と調子の良さをアピール。その勢いで臨んだジロ・デ・イタリアではステージ2勝に加えて、念願の総合優勝を果たした。
しかし、イタリアチームのメンバーとして参加予定だった世界選手権直前の9月27日にイタリア五輪委員会からホルモンデータに異常があるという理由でドーピング疑惑（オイル・フォー・ドラッグス）を指摘され、土壇場で出場を断念する事態になってしまった うえ、10月15日には3か月のレース出場停止処分を受けてしまい、UCIから総合トップに立っていたUCIプロツアーのポイントも剥奪される憂き目にあった。
2008年からは、リクイガスとの契約が切れたことを受け、新天地であるプロフェッショナルコンチネンタルチームのLPRブレーキに活動の場を移した。2007年末から係争中だったドーピング疑惑については、証拠不十分として「2年間の出場停止処分」を求めていたイタリア五輪委員会の訴えは裁判機関により退けられ、疑いが晴れた。これにより、ジロ・デ・イタリアの出場も可能となり、2007年に続く連覇に挑んだ。山岳ステージの第19ステージでは、下りでパオロ・サヴォルデッリと共にメイン集団から飛び出し、その後差を広げゴール。苦手なタイムトライアルで付けられていた総合タイム差を大きく縮め、総合首位のアルベルト・コンタドールに21秒差まで迫ったが、続く第20ステージでは前日の果敢な走りが裏目に出てモルティローロ峠で後れを取り、個人タイムトライアルの最終第21ステージでも挽回できず、最終的には総合8位となった。
2009年もLPRに所属。ジロ・デ・イタリアでは最初の山頂ゴールとなった第3ステージをロングスプリントで制し、さらに第10ステージも制覇。第4ステージから第11ステージにかけてマリア・ローザを獲得し、その後もデニス・メンショフと熾烈な総合争いを演じたが、41秒及ばなかった。それでも総合2位に加え、初のポイント賞（マリア・チクラミーノ）を獲得する活躍を見せた。
その後、同年7月22日、UCIはジロ期間中の5月20日と28日のドーピング検査サンプルから、CERA（持続性エリスロポエチン受容体活性化剤=Continuous Erythropoietin Receptor Activator）の陽性反応があったと発表した。
2010年2月1日、イタリア五輪委員会はこの問題を受け、ディルーカに対し2年間（2011年7月21日まで）の出場停止処分と28万ユーロの罰金を課した。これに伴い、ジロでの総合2位の成績及びポイント賞は剥奪されることとなった（2つのステージ優勝に関しては共にEPO陽性反応が出る前の物だったため剥奪されなかった）。これに対し、ディルーカ自身は容疑を一貫して否定し続けていたが、後にこのドーピングを認めた。
2011年、出場停止明け後にチーム・カチューシャヘ加入。。
2012年、アクア & サポーネに移籍。
- コッパ・チッタ・ディ・ストレーザ 優勝
- トレ・ヴァッリ・ヴァレジーネ 3位

2013年、チーム解散によりフリーとなる。4月、ヴィーニ・ファンティーニ＝セッレ・イタリアと契約。
- 5月24日、当年4月29日に実施された競技外ドーピング検査（out-of-competition control）の結果、エリスロポエチン(EPO)陽性が確認された。よって、参加中だったジロ・デ・イタリアから除外されることになった。[8]。
- 12月5日、イタリア・オリンピック委員会(CONI)によってロードレース界生涯追放が決定された[9]。

## 人物
- 身長174cm(168cmとするデータもある)、体重61kg
- 整った甘いマスクをしていることから、ダミアーノ・クネゴと同じく「王子」、もしくはUCIプロツアーチャンピオンジャージの色に引っ掛けて「白王子」の愛称で呼ばれることもある。
- 「殺し屋」の異名にひっかけてサドルにペイントされたサメの絵柄がトレードマークである（トップの写真参照）。

## 所属チーム
- 1998年 リゾスコッティ
- 1999-2001年 カンティーナトッロ
- 2002-2004年 サエコ
  - 2002年 Saeco-Longoni Sport
  - 2003年-2004年 Saeco
- 2005-2007年 リクイガス
  - 2005年 Liquigas-Bianchi
  - 2006年-2007年 Liquigas）
- 2008年-2009年 LPRブレーキ
- 2011年 チーム・カチューシャ
- 2012年 アクア & サポーネ
- 2013年 ヴィーニ・ファンティーニ＝セッレ・イタリア

## 主な成績

### グランツール
- ジロ・デ・イタリア 通算8勝
- ブエルタ・ア・エスパーニャ 通算2勝

- ジロ・デ・イタリア 総合優勝（2007年）
- ジロ・デ・イタリア ポイント賞（2009年）

- 2000年 ジロ・デ・イタリア 1勝
- 2001年 ジロ・デ・イタリア 1勝
- 2002年 ブエルタ・ア・エスパーニャ 1勝
- 2005年 ジロ・デ・イタリア 2勝
- 2006年 ブエルタ・ア・エスパーニャ 1勝
- 2007年 ジロ・デ・イタリア 2勝
- 2009年 ジロ・デ・イタリア 2勝

### ステージレース
- バスク一周 総合優勝（2005年）

- 2000年 バスク一周 1勝
- 2002年 ティレーノ～アドリアティコ 1勝
- 2003年 ティレーノ～アドリアティコ 1勝
- 2005年 バスク一周 1勝

### ワンデイレース
- 2001年 ジロ・ディ・ロンバルディア 優勝
- 2005年 アムステルゴールドレース 優勝 フレーシュ・ワロンヌ 優勝
- 2007年 リエージュ〜バストーニュ〜リエージュ 優勝

### そのほか
- 2005年 UCIプロツアーチャンピオン